# Julio Espinoza

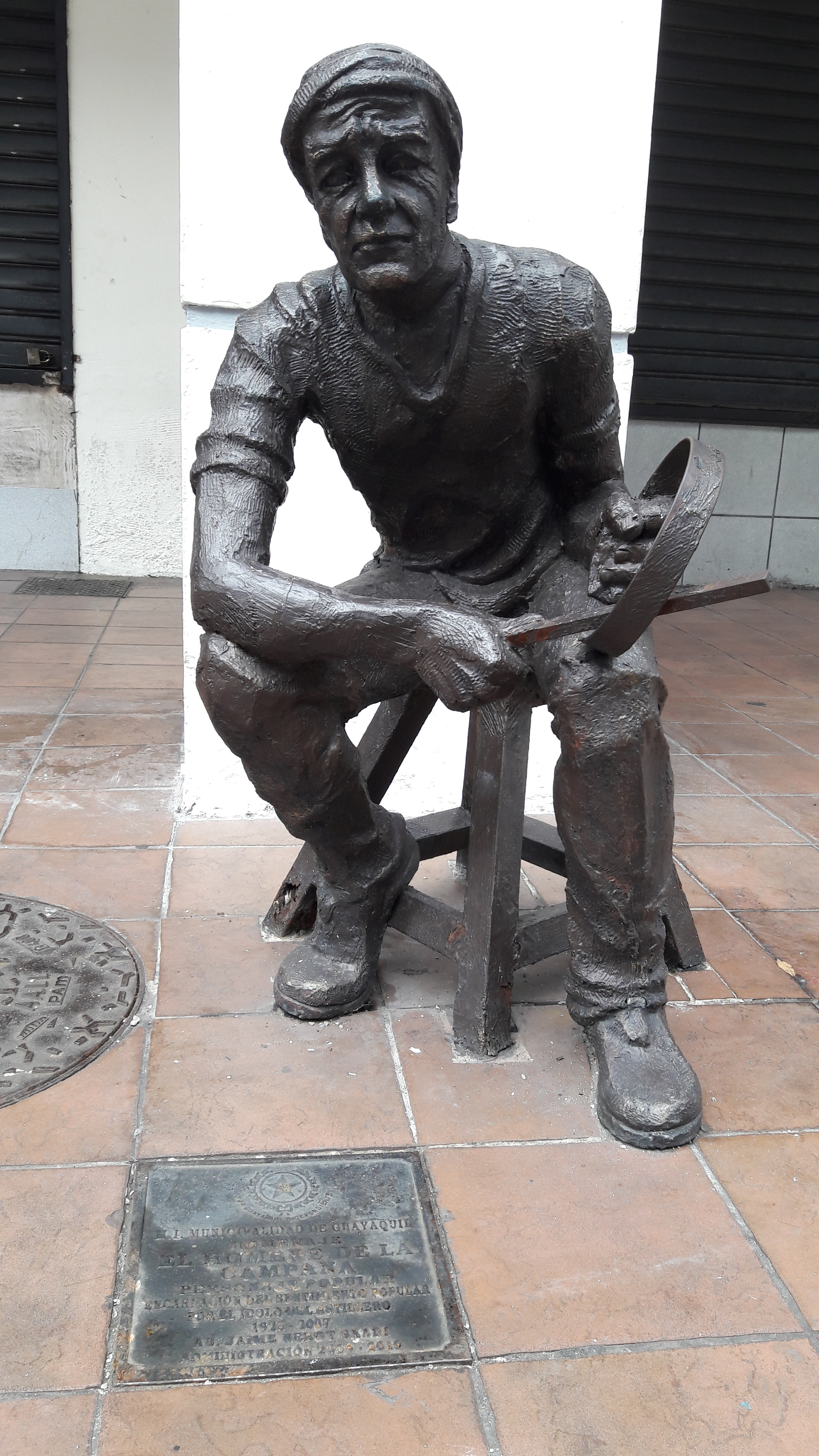
Julio Espinoza el hombre de la Campana

Julio Espinoza Campos conocido como El hombre de la campana (Daule, 1926 + 2007), personaje popular de la ciudad de Guayaquil, conocido por usar una campana para alentar al equipo de futbol Barcelona S. C., la cual no precisamente era una campana sino un aro de un automotor, encontrado por él, en el fango y se le ocurrió con aquello alentar a su equipo del cual era hincha cuando asistiera al estadio. Al principio lo pifiaban, se le burlaban, le gritaban: carbonero. El aro con el tiempo presentaba desgaste.
Su trabajo consistía en ser vendedor de revistas y recuerdos deportivos, en la ciudad de Guayaquil se encuentra un monumento a su personaje ubicado en la calle Boyacá y 9 de Octubre, sitio en que empezó su actividad comercial.
Antes de morir dijo: “Aunque me muera, seguirán escuchando la campana en el monumental”.